# Moschea Juma-Jami
La moschea Juma-Jami (in ucraino Мечеть Джума-Джамі?, Mečet' Džuma-Džami; in lingua tatara di Crimea Cuma Cami; in russo Мечеть Джума-Джами?, Mečet' Džuma-Džamy), conosciuta anche come la moschea del Venerdì, si trova a Eupatoria, in Crimea. Costruita tra il 1552 e il 1564 e progettata dal famoso architetto turco Mimar Sinan.

## Storia
La Juma-Jami è la più grande e magnifica moschea della Crimea ed è stata fondata dal Khan Devlet I Giray nel 1552. Il Khan commissionò all'architetto di Istanbul Mimar Sinan (1489–1588) la costruzione della moschea. Sinan era un famoso architetto e ingegnere turco del periodo ottomano. Ha progettato la moschea di Sinan Pascià e la moschea di Sehzade a Istanbul. La costruzione della moschea Juma-Jami è stata un lungo processo. All'epoca, Mimar Sinan era impegnato nella costruzione della moschea di Solimano a Istanbul. Era anche afflitto da difficoltà finanziarie a causa del denaro speso con la guerra con Ivan il terribile.

## Galleria d'immagini

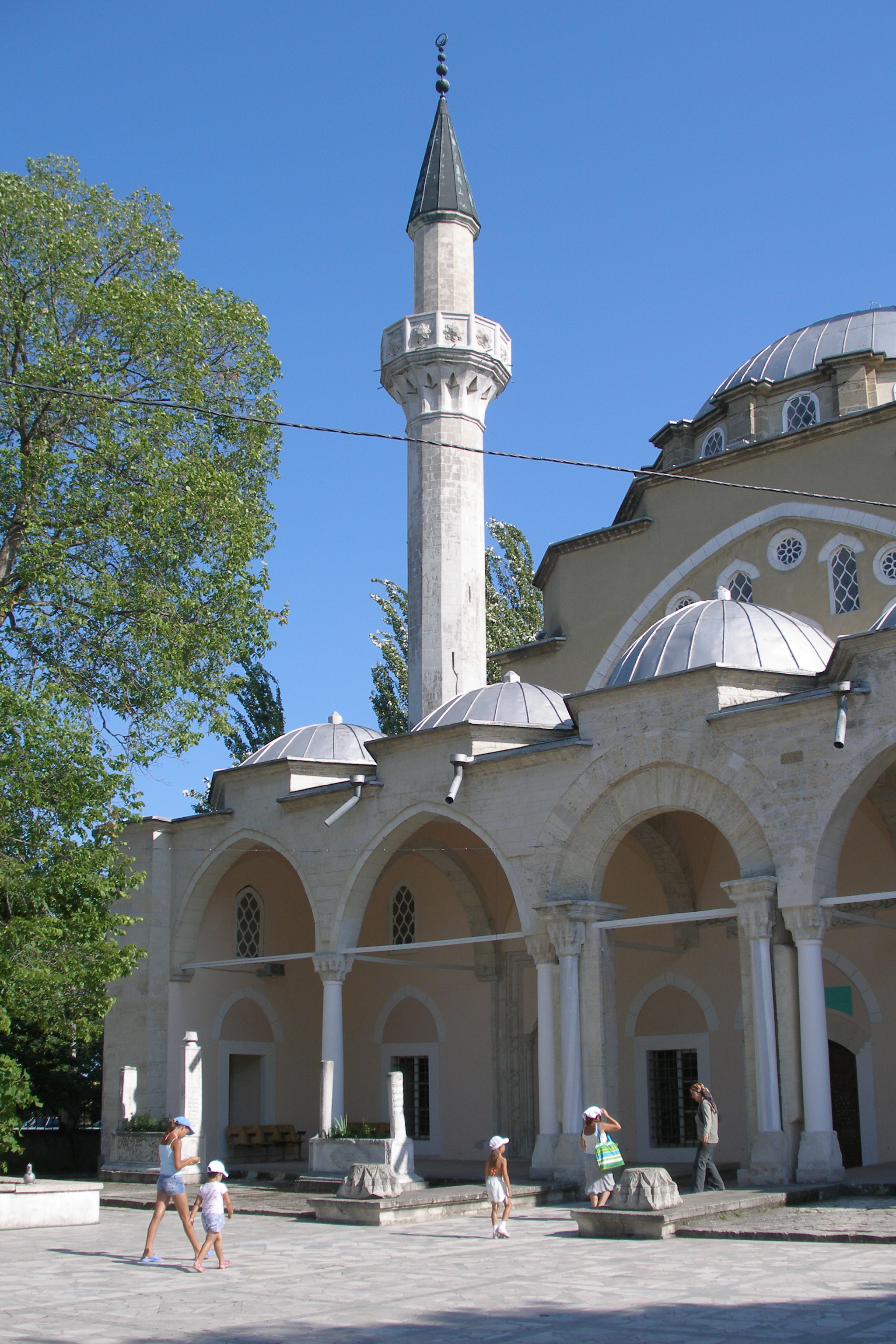
Entrata principale
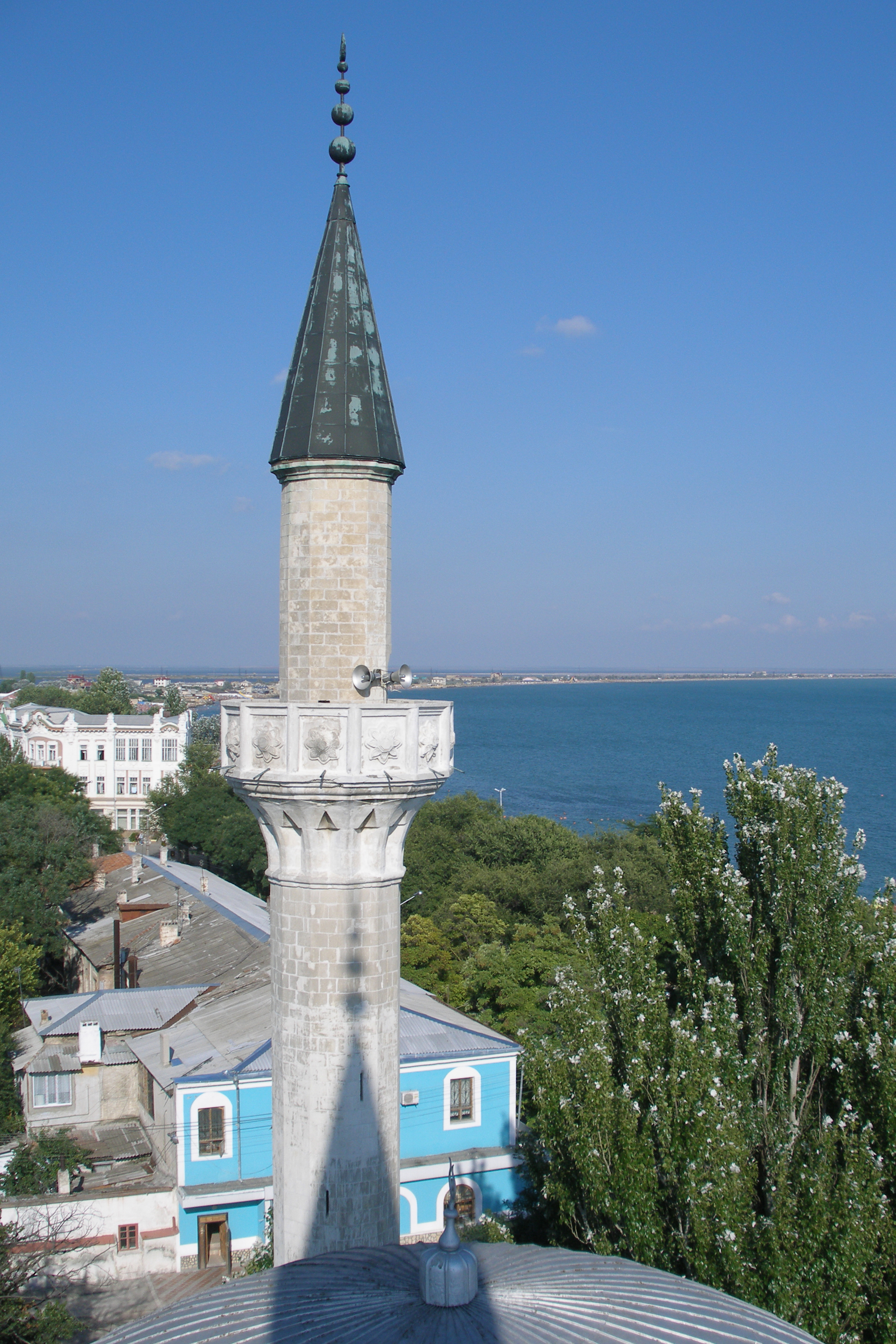
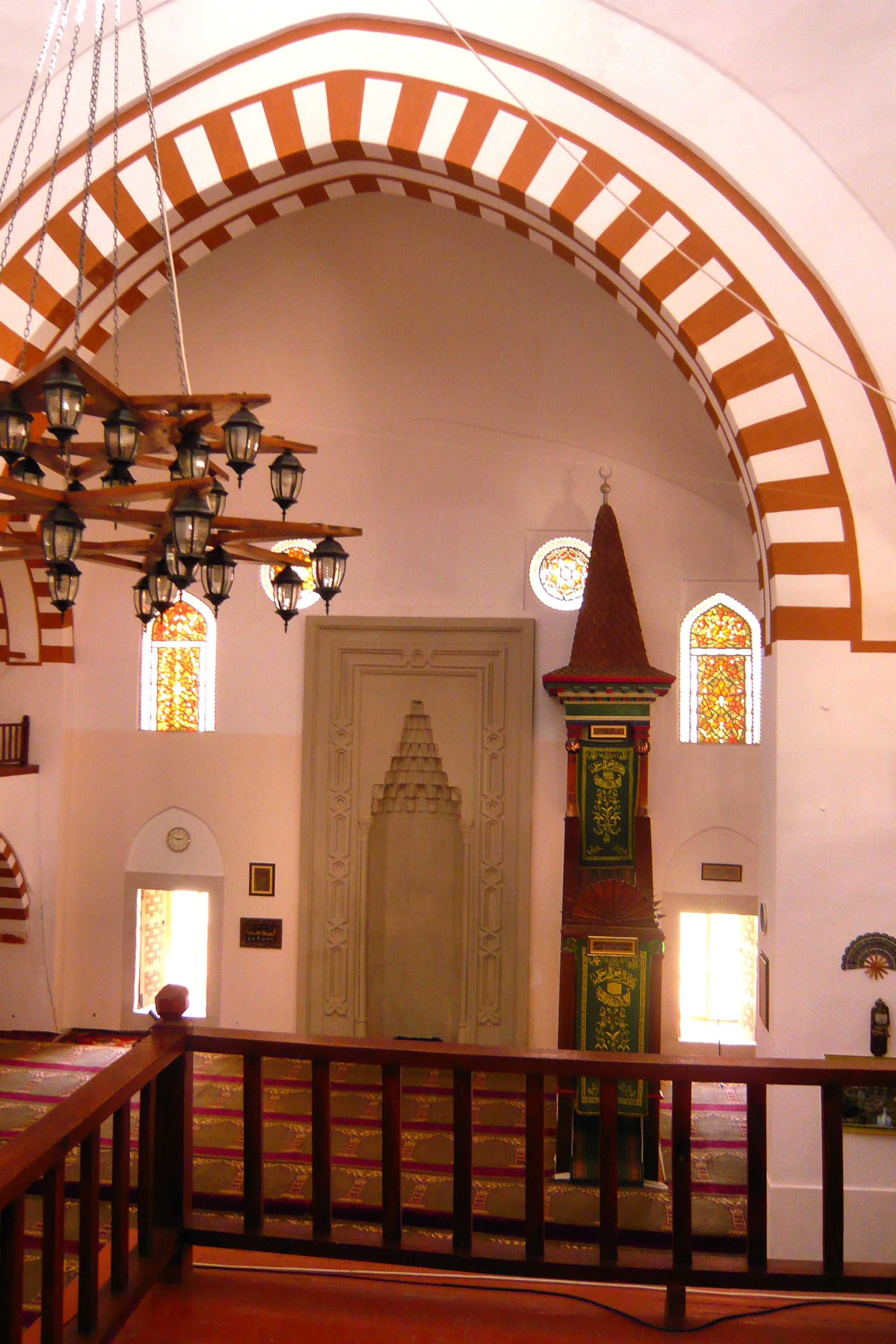
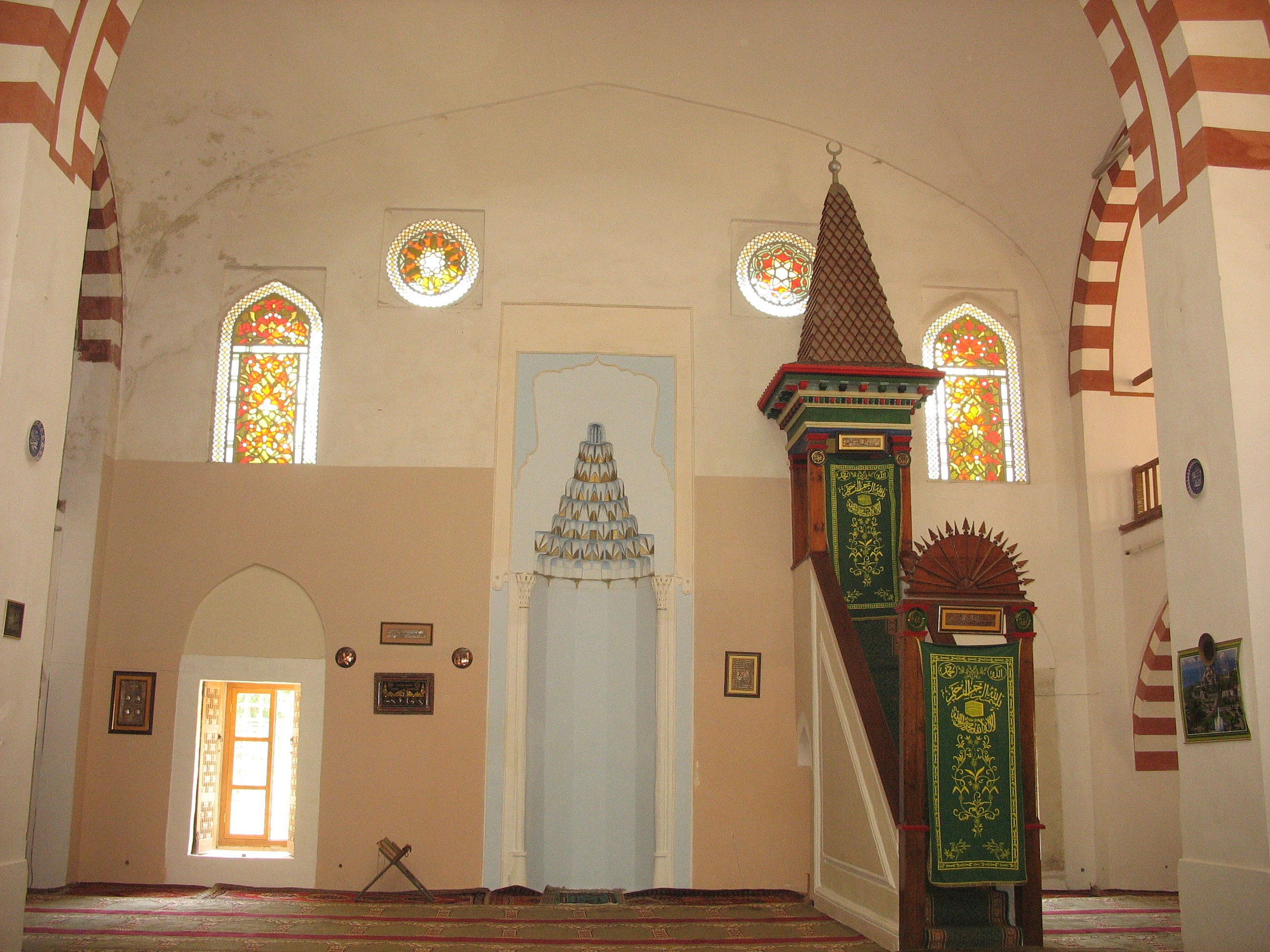
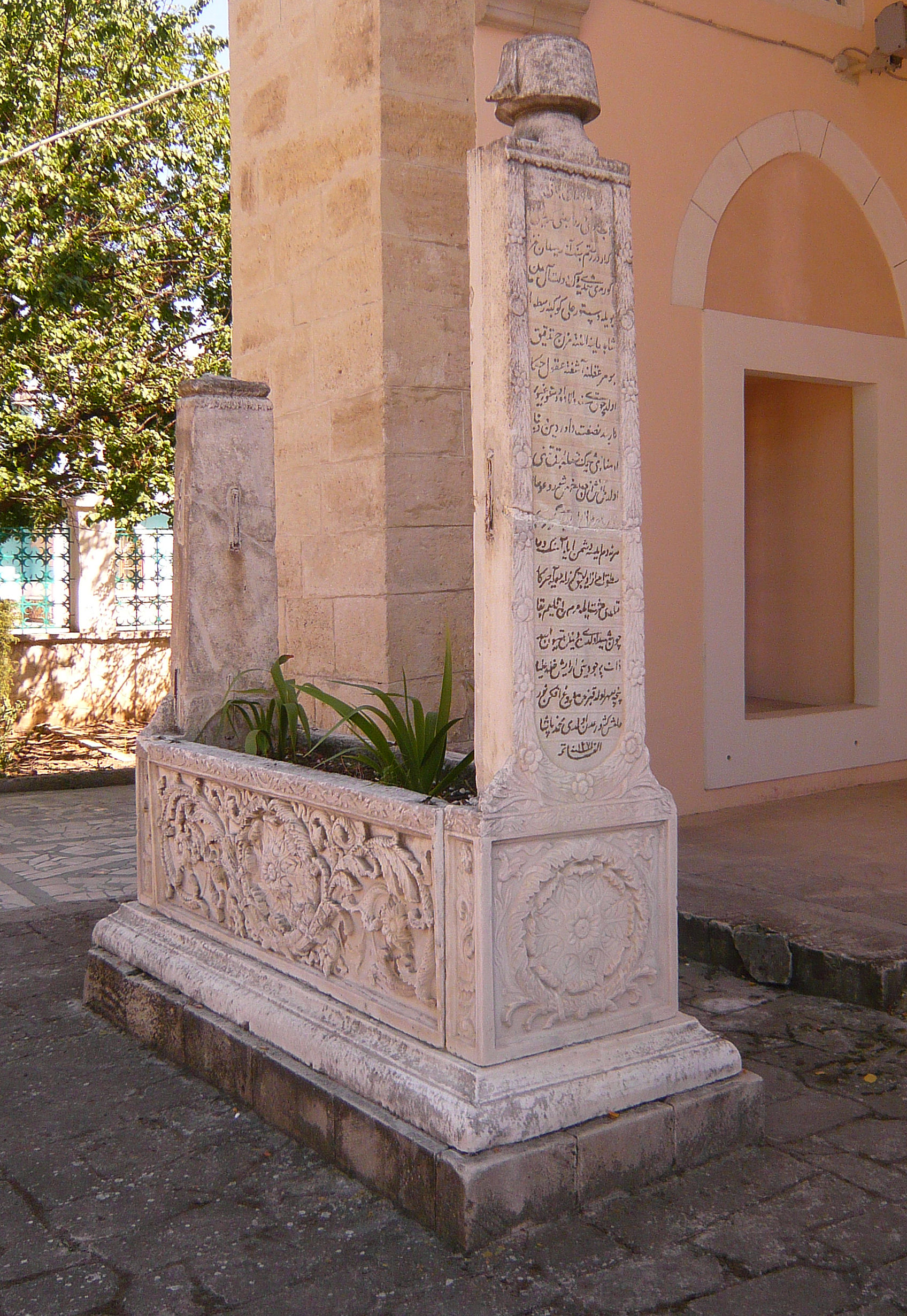
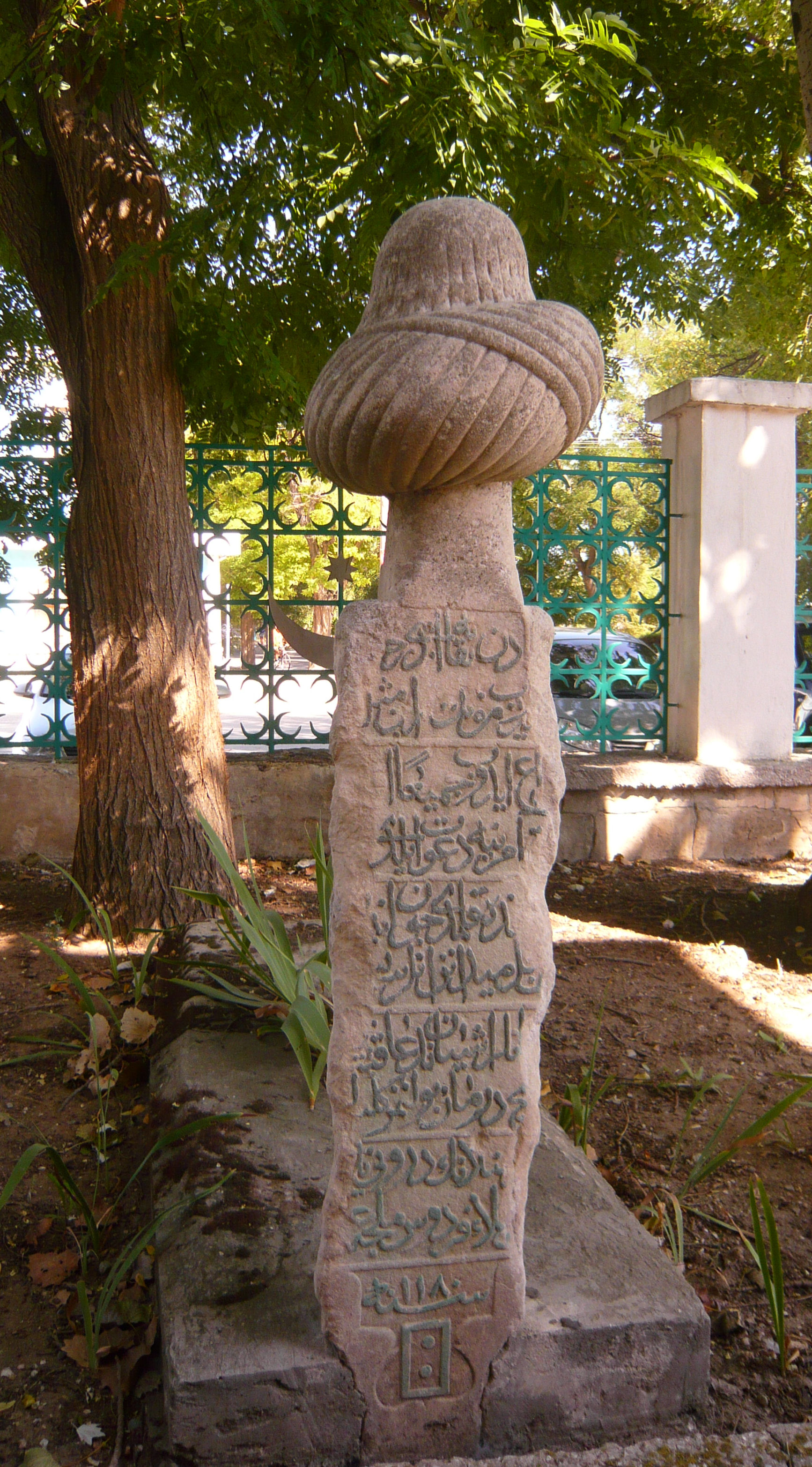
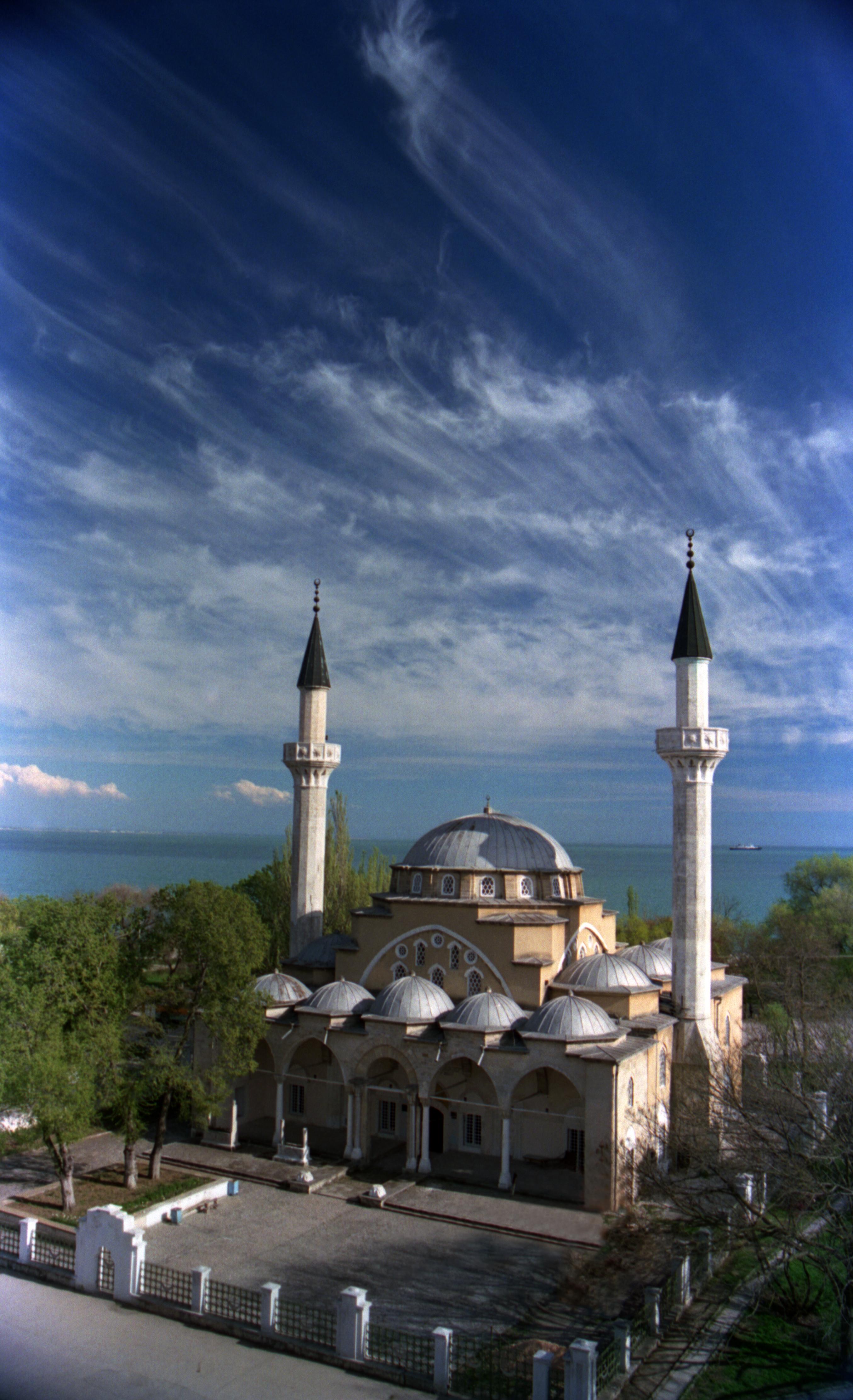